# 2017年印度尼西亞青少年羽毛球錦標賽
2017年印度尼西亚青少年羽毛球錦標賽，為第-屆印度尼西亚青少年羽毛球錦標賽，是一項由世界羽联主辦予各國的青年羽毛球選手（19歲以下）參加的国际性羽毛球賽事。本屆賽事在印度尼西亚雅加达內的Pembangunan Jaya Raya Badminton Training Center館舉行。本届赛事吸引了各國青年好手共同参与，則於4月11日至4月16日舉行。

## 優勝者
| 項目             | 金牌            | 银牌                                          | 铜牌                                        |
| 男子單打（詳細） | 昆拉武特·威提讪 | 伊赫桑·利奥纳多·伊曼努埃尔·伦贝伊             | Gatjra Piliang Fiqihila Cupu                |
| 男子單打（詳細） | 昆拉武特·威提讪 | 伊赫桑·利奥纳多·伊曼努埃尔·伦贝伊             | 鲁塔纳帕克·乌通                             |
| 女子單打（詳細） | 披提亚蓬·猜万   | 許妤欣                                        | 斯里·發瑪瓦蒂                               |
| 女子單打（詳細） | 披提亚蓬·猜万   | 許妤欣                                        | Diana Setiyoningsih                         |
| 男子雙打（詳細） | 姜敏赫 金元昊   | 李相旼 罗星升                                 | Rizki Adam Raynald Tangguh Hartanto         |
| 男子雙打（詳細） | 姜敏赫 金元昊   | 李相旼 罗星升                                 | 穆罕默德·肖希布·菲克里 Abiyyu Fauzan Majid  |
| 女子雙打（詳細） | 白荷娜 李幽琳   | 阿加塔·伊马努埃拉 西蒂·法迪亚·席尔瓦·拉马丹蒂 | 金旼志 成雅莹                               |
| 女子雙打（詳細） | 白荷娜 李幽琳   | 阿加塔·伊马努埃拉 西蒂·法迪亚·席尔瓦·拉马丹蒂 | 法布里安娜·德维普吉·库苏马 莉布卡·苏吉阿托  |
| 混合雙打（詳細） | 金元昊 李幽琳   | 王燦 金旼志                                   | 穆罕默德·肖希布·菲克里 Hilda Nur Fadilah    |
| 混合雙打（詳細） | 金元昊 李幽琳   | 王燦 金旼志                                   | 耶烈米亚·埃里克·约舍·雅各布 莉布卡·苏吉阿托 |